# Yannick Thoelen
Yannick Thoelen (18 luglio 1990) è un calciatore belga, portiere dell'Anversa.

## Carriera
Dal maggio 2015 è stato aggregato alla prima squadra. Esordisce in Europa League il 24 novembre 2016 contro lo Sporting Braga: pur subendo due gol, si distingue per la personalità. Decisivo nella scelta dei tempi e nella presa bassa, ha rappresentato una risorsa per la lotta per la salvezza del Lokeren.
Trasferitosi in prestito oneroso con diritto di riscatto al Malines, disputa una delle sue stagioni migliori, fino allo stop dei campionati causa Covid-19.